# 2003-as ázsia–óceániai ralibajnokság
A 2003-as ázsia–óceániai ralibajnokság április 25-én vette kezdetét és december 7-én végződött. A bajnokságot a német Armin Kremer nyerte a címvédő maláj, Karamjit Singh és az új-zélandi Geof Argyle előtt.

## Versenynaptár
| Dátum                     | Verseny           | Győztes*       |
| ------------------------- | ----------------- | -------------- |
| április 25–27.            | Rally of Canberra | Armin Kremer   |
| július 10–13.             | Rally of Rotorua  | Fumio Nutahara |
| szeptember 12–14.         | Rally Hokkaido    | Geof Argyle    |
| október 31. – november 2. | Rally of Thailand | Karamjit Singh |
| december 4–7.             | India Rally       | Karamjit Singh |

* A győztes versenyző nem feltétlen egyező az adott verseny abszolút győztesével. Itt a bajnoki értékelésben első helyezett versenyző neve van feltüntetve.

## Végeredmény
| #   | Versenyző          | Pontszám |
| --- | ------------------ | -------- |
| 1.  | Armin Kremer       | 53       |
| 2.  | Karamjit Singh     | 52       |
| 3.  | Geof Argyle        | 45       |
| 4.  | Fumio Nutahara     | 37       |
| 5.  | Chris Atkinson     | 18       |
| 6.  | Andrew Hawkeswood  | 16       |
| 7.  | Nico Caldarola     | 12       |
|     | David Doppelreiter | 12       |
| 9.  | Brian Green        | 11       |
| 10. | Atsushi Masumura   | 8        |
| 11. | Norberto Cangani   | 3        |
|     | Haruo Takakuwa     | 3        |

## Külső hivatkozások
- A bajnokság hivatalos honlapja
- Eredmények a rallybase.nl honlapon
- A szezon összefoglalója az aprc.tv honlapon (angolul)